# Volume local
Le Volume local est un ensemble de 258 galaxies situées dans une zone de l'Univers observable proche de nous, à l'intérieur d'une distance de 11 mégaparsecs de la Terre.
Les galaxies ont été trouvées en utilisant les données recueillies par la Spitzer Local Volume Legacy Survey Team à travers des cycles d'observations réalisés par le télescope spatial Spitzer à l'aide de l'Infrared Array Camera for Spitzer (IRAS) et du Photomètre imageur multibande de Spitzer (MIPS),,,.
Le Volume local comprend toutes les galaxies présentes dans un sous-volume situé à moins de 3,5 mégaparsecs et un ensemble de galaxies spirales et irrégulières à l'intérieur de 11 mégaparsecs.
Les objectifs de l'étude étaient de recueillir des données sur le taux de formation d'étoiles, sur la masse stellaire dans les populations d'étoiles plus anciennes, sur la poussière interstellaire et sur les interférences avec la lumière stellaire.
Dans le Volume local se trouve la Feuille locale, une zone de l'espace de forme aplatie qui contient environ 60 galaxies partagent la même vitesse propre et qui s'étend sur environ 7 mégaparsecs de rayon et environ 0,5 mégaparsec d'épaisseur. Le Groupe local, dont sont membres la Voie lactée et la galaxie d'Andromède, fait partie de la Feuille locale et donc, par suite, du Volume local.
Le Volume local, à son tour, est inclus dans le Superamas local, aussi appelé superamas de la Vierge, lui-même sous-partie du superamas Laniakea.
Parmi les galaxies membres du Volume local, il y a plusieurs grandes galaxies ou galaxies particulières telles que Centaurus A, la galaxie de Bode (M81), la galaxie du Cigare (M82), la galaxie du Compas, la galaxie du Moulinet austral (M83), la galaxie du Moulinet (M101), la galaxie du Sombrero (M104), NGC 1512, M51, M74, M66 et M96.